# The Old Guard: Những chiến binh bất tử
The Old Guard: Những chiến binh bất tử (tựa gốc tiếng Anh: The Old Guard) là một phim điện ảnh siêu anh hùng của Mỹ năm 2020 do Gina Prince-Bythewood đạo diễn và Greg Rucka viết kịch bản, dựa trên cuốn truyện tranh cùng tên của ông. Phim có sự tham gia diễn xuất của Charlize Theron, KiKi Layne, Matthias Schoenaerts, Marwan Kenzari, Luca Marinelli, Harry Melling, Ngô Thanh Vân và Chiwetel Ejiofor, theo chân đội lính đánh thuê bất tử trong một nhiệm vụ trả thù.
The Old Guard: Những chiến binh bất tử được phát hành vào ngày 10 tháng 7 năm 2020 trên nền tảng phim số Netflix. Tác phẩm nhận được nhiều đánh giá tích cực từ giới phê bình, đặc biệt là những lời khen ngợi cho các phân cảnh hành động và phần diễn xuất của Theron. Phần tiếp theo của phim do Victoria Mahoney đạo diễn đang trong quá trình phát triển.

## Nội dung
Andromache "Andy" xứ Scythia, Booker, Joe và Nicky là những chiến binh đã sống qua hàng thế kỷ với khả năng phục hồi khó lý giải. Họ sử dụng kinh nghiệm dày dặn của mình để làm lính đánh thuê và nhận nhiệm vụ giúp đỡ mọi người. Phá vỡ quy tắc không bao giờ làm việc cho cùng một chủ hai lần, họ chấp nhận một công việc từ cựu đặc vụ CIA James Copley để giải cứu một nhóm các cô gái bị bắt cóc ở Nam Sudan. Trong quá trình làm nhiệm vụ, nhóm bị phục kích và giết chết. Sau khi phục hồi và tiêu diệt kẻ tấn công, họ nhận ra chính Copley đã sắp đặt vụ tấn công và quay phim từ xa quá trình tái sinh của họ. Trong khi đó ở Afghanistan, binh sĩ Thủy quân lục chiến Hoa Kỳ Nile Freeman bị rạch cổ họng trong lúc hạ gục một mục tiêu quân sự, nhưng rồi đã hồi phục mà không bị xây xát. Nile có một giấc mơ về những người bất tử khác, và nhờ đó nhóm của Andy biết được về sự tồn tại của cô. Andy tìm kiếm Nile và đưa cô ra khỏi Afghanistan.
Copley đưa video về cuộc phục kích cho giám đốc điều hành dược phẩm Steven Merrick xem; Merrick sau đó đã cử các đặc nhiệm đến để bắt giữ nhóm Andy. Andy đưa Nile đến một ngôi nhà an toàn ở Pháp để cô gặp những người bất tử còn lại trong nhóm. Nhóm tiết lộ rằng họ không thực sự bất tử: khả năng chữa lành của họ sẽ có lúc dừng lại bất ngờ mà không cần cảnh báo trước, điều này đã xảy ra với Lykon – một người bất tử trước đây. Cô cũng được kể về Quỳnh, người đồng đội bất tử đầu tiên của Andy; Quỳnh đã bị buộc tội là phù thủy và bị giam trong lồng sắt ném xuống biển rồi mất tích. Cả nhóm bị lực lượng của Merrick phục kích; Joe và Nicky bị bắt còn Booker bị bỏ lại. Trong khi đó Andy giết tất cả những kẻ tấn công nhóm nhưng bị thương và nhận ra rằng vết thương không hề lành lại. Booker định vị Copley, trong khi Nile tách khỏi nhóm để trở về với gia đình.
Andy và Booker đối đầu Copley, nhưng Booker đã phản bội Andy khi cho rằng Merrick có thể tìm ra cách để chấm dứt sự bất tử vốn đã khiến cả hai quá mệt mỏi. Tuy nhiên, khi họ bị bắt, Booker nhận ra rằng Andy không lành lặn. Copley đã thay đổi trái tim khi anh thấy Merrick sẵn sàng tra tấn những người bất tử để nghiên cứu về họ. Nile sau khi nhận ra Booker bán đứng nhóm, đã đến quá muộn để can thiệp, nhưng cô thuyết phục Copley hỗ trợ mình trong một nhiệm vụ giải cứu. Cô xông vào văn phòng của Merrick ở London và giải thoát những người bất tử còn lại, rồi họ chiến đấu tìm đường thoát. Nile đã cứu Andy khỏi Merrick bằng cách tóm lấy hắn và nhảy ra khỏi cửa sổ, giết chết hắn ta.
Để trừng phạt sự phản bội, cả nhóm đã cấm Booker liên lạc với họ trong 100 năm. Những người còn lại trong nhóm gặp Copley, anh cho biết các nhiệm vụ giải cứu trong quá khứ của nhóm có hậu quá tốt đẹp hơn nhiều những gì họ từng biết, trong đó hậu duệ của những người tùng được nhóm giải cứu đang tiếp tục giúp đỡ thế giới theo nhiều cách khác nhau. Với niềm tin mới vào sự tồn tại của mình, cả nhóm yêu cầu Copley duy trì bí mật của họ và tìm kiếm các nhiệm vụ mà họ có thể thực hiện. Sáu tháng sau ở Paris, Booker chán nản và say xỉn bất ngờ gặp Quỳnh trong căn hộ của mình.

## Diễn viên
- Charlize Theron vai Andy / Andromache xứ Scythia, người bất tử sống lâu nhất và là thủ lĩnh của nhóm
- KiKi Layne vai Nile Freeman, một lính thủy đánh bộ Hoa Kỳ phục vụ tại Afghanistan
- Matthias Schoenaerts vai Booker / Sebastian Le Livre, từng là lính Pháp chiến đấu dưới thời Napoléon
- Marwan Kenzari vai Joe / Yusuf Al-Kaysani, một người Saracen đã chiến đấu chống lại cuộc Thập tự chinh và là đồng đội của Nicky
- Luca Marinelli vai Nicky / Nicolò di Genova, một hiệp sĩ Genovese đã chiến đấu trong các cuộc Thập tự chinh, và là người tình của Joe
- Chiwetel Ejiofor vai James Copley, một cựu sĩ quan CIA đau buồn vì mất vợ do chứng ALS
- Harry Melling vai Steven Merrick, CEO giàu có của một đế chế dược phẩm
- Ngô Thanh Vân vai Quỳnh, một đồng minh bất tử trong quá khứ của Andy[6]
- Anamaria Marinca vai Tiến sĩ Meta Kozak
- Joey Ansah vai Keane
- Micheal Ward vai Lykon, người bất tử duy nhất được biết đến đã chết
- Natacha Karam vai Dizzy, bạn của Nile, người phục vụ cùng cô ở Afghanistan
- Mette Towley vai Jordan, một người bạn khác của Nile, cũng phục vụ ở Afghanistan

## Sản xuất
Vào tháng 3 năm 2017, Skydance Media đã mua bản quyền chuyển thể truyện tranh The Old Guard – bộ truyện tranh do Greg Rucka viết kịch bản và Leandro Fernandez minh họa – thành phim điện ảnh. Hợp đồng của Rucka có điều khoản yêu cầu rằng một phân cảnh chính làm nổi bật mối tình lãng mạn giữa hai nhân vật Joe và Nicky trong truyện tranh cũng phải có trong phim chuyển thể. Vào tháng 7 năm 2018, họ đã thuê Gina Prince-Bythewood làm đạo diễn dự án, với việc Rucka sẽ chuyển thể truyện tranh của anh thành kịch bản và David Ellison của Skydance, Dana Goldberg và Don Granger đảm nhiệm vai trò sản xuất. Với kinh phí khoảng 70 triệu USD, Prince-Bythewood trở thành người phụ nữ da màu đầu tiên đạo diễn một bộ phim chuyển thể từ truyện tranh với kinh phí lớn. Tháng 3 năm 2019, Netflix mua bản quyền phân phối toàn cầu cho bộ phim và đồng ý tài trợ cho tác phẩm cùng với Skydance. Charlize Theron tham gia dự án và cũng đảm nhiệm vai trò sản xuất cùng với Beth Kono, AJ Dix, Marc Evans và David Ellison tuừ Skydance, Dana Goldberg và Don Granger.
KiKi Layne được xác nhận sẽ đóng vai chính trong phim sau khi Netflix mua bản quyền. Tháng 5 năm 2019, Marwan Kenzari, Matthias Schoenaerts và Luca Marinelli tham gia dàn diễn viên của bộ phim. Tháng 6 năm 2019, Chiwetel Ejiofor, Harry Melling và Ngô Thanh Vân được xác nhận tham gia vào dàn diễn viên của bộ phim. Theo yêu cầu của Ngô Thanh Vân, các chi tiết về nhân vật của cô đã được thay đổi so với truyện tranh. Trả lời cuộc phỏng vấn, Rucka cho biết: "Khi Vân được chọn, cô ấy nói rằng tôi không phải người Nhật, tôi là người Việt Nam. [Đạo diễn Gina Prince-Bythewood] đã liên hệ với tôi và hỏi 'Chúng tôi có thể đáp ứng được điều đó không?' và tôi đã nói, 'Hoàn toàn đồng ý.' [...] Noriko trở thành Quỳnh, Quỳnh bây giờ là người Việt Nam. Nó thực sự đơn giản vì tôi muốn tôn trọng điều đó". Sự thay đổi khác đối với nhân vật này là cái chết của nhân vật. "Trong truyện tranh, Quỳnh / Noriko bị cuốn trôi trong một cơn bão chứ không phải bị dìm chết đuối. Theo Rucka, thay đổi này là nhằm tiết kiệm kinh phí về mặt hậu cần. [...] Nhưng 'cái chết' mới của Quỳnh, do Prince-Bythewood gợi ý về hình ảnh thiếu nữ trong song sắt, cũng đóng một vai trò quan trọng trong cách dẫn truyện và tông nền phim".

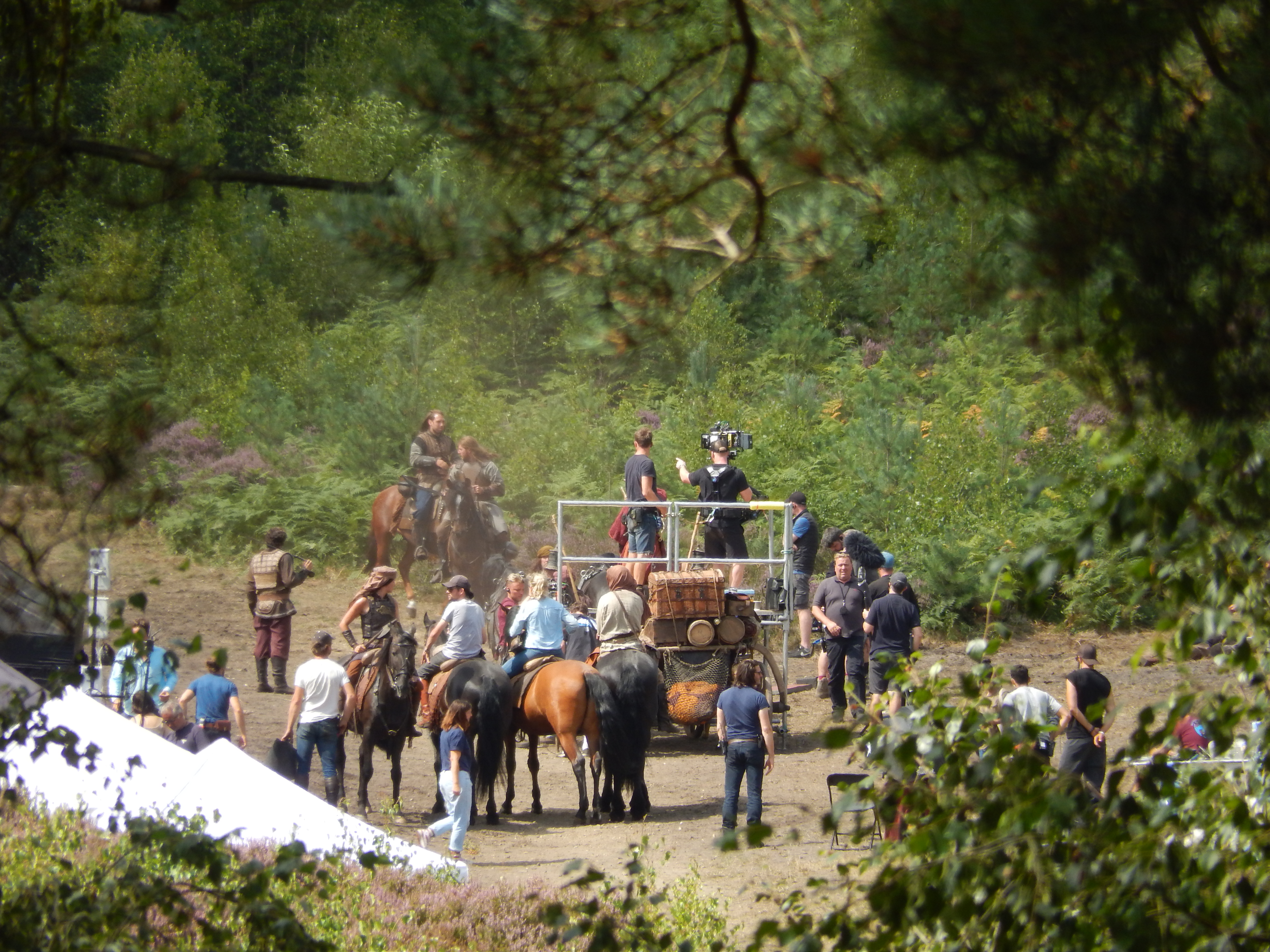
Quá trình ghi hình tại tại rừng Bourne ở Surrey vào tháng 8 năm 2019.

Quá trình quay phim chính cho bộ phim bắt đầu ở Châu Âu vào giữa tháng 5 năm 2019. Công tác ghi hình được thực hiện tại Maroc và Vương quốc Anh, bao gồm cả tại Shepperton Studios ở Anh. Sandwich ở Kent cũng được dùng bối cảnh khác cho thị trấn Goussainville của Pháp, tương tự, Công viên Khám phá ở Sandwich thì được sử dụng làm một phần trụ sở của tập đoàn Dược phẩm Merrick. Quá trình ghi hình tại quán rượu nổi tiếng The Prospect of Whitby diễn ra vào ngày 10 tháng 7 năm 2019. Volker Bertelmann và Dustin O'Halloran đã thực hiện phần âm nhạc cho bộ phim. Hãng Lakeshore Records phát hành album nhạc phim vào ngày 10 tháng 7 năm 2020, trùng với thời điểm phim được phát hành trực tuyến.

## Phát hành
The Old Guard: Những chiến binh bất tử được phát hành vào ngày 10 tháng 7 năm 2020 trên Netflix. Đây là tác phẩm được xem nhiều nhất trên nền tảng này trong dịp cuối tuần đầu tiên ra mắt. Bộ phim xếp thứ hai và thứ tư trong hai dịp cuối tuần tiếp theo.

## Đón nhận

### Lượt xem trực tuyến
Ngày 17 tháng 7, Netflix cho biết bộ phim đang trên đà được xem bởi 72 triệu hộ gia đình trong bốn tuần đầu tiên, nằm trong top 10 phim điện ảnh gốc thành công nhất trong lịch sử của nền tảng này. Tháng 10 cùng năm, Netflix báo cáo số liệu lượt người xem thực tế là 78 triệu. Vào tháng 11, tạp chí Variety cho biết The Old Guard: Những chiến binh bất tử là tựa phim được xem trực tuyến nhiều thứ bảy trong năm 2020 cho đến thời điểm đưa tin. Tới tháng 12 năm 2020, The A.V. Club cho biết do "cách Netflix hoạt động, chúng tôi thậm chí không biết liệu The Old Guard: Những chiến binh bất tử có thành công theo một định nghĩa có thể đo lường được hay không. Bản thân Netflix tuyên bố rằng 78 triệu hộ gia đình đã xem nó, và ta không biết liệu đó có phải là một số liệu đẹp hay không".

### Đánh giá chuyên môn
Trên hệ thống tổng hợp kết quả đánh giá Rotten Tomatoes, phim nhận được 80% lượng đồng thuận dựa theo 281 bài đánh giá, với điểm trung bình là 6,5/10. Các chuyên gia của trang web nhất trí rằng: "The Old Guard: Những chiến binh bất tử đôi khi bị hạn chế bởi các quy tắc của thể loại này, nhưng đạo diễn Gina Prince-Bythewood đã mang đến một tầm nhìn tinh tế cho thể loại siêu anh hùng – cùng một số phân cảnh hành động trực tiếp do Charlize Theron dẫn dắt." Trên trang Metacritic, phần phim đạt số điểm 70 trên 100, dựa trên 45 nhận xét, chủ yếu là những lời khen ngợi.
Kate Erbland của IndieWire đã cho bộ phim điểm B+ và bình luận: "Hành động tay đôi cực kỳ nguy hiểm... nhưng với hỏa lực đạn đạo đủ để giải quyết một cuộc nội chiến nhỏ, mọi phân cảnh hành động còn hơn cả kinh hoàng; và chúng vẫn rất quan trọng đối với chính bộ phim. Liệu những trận chiến siêu anh hùng này có mãn nhãn với động cơ mê hồn? Ồ, có chứ." Owen Gleiberman của Variety gọi tác phẩm là "thương hiệu phim dễ xem" và viết: "Các đường nét của bức tranh rất thô [...], nhưng đạo diễn Gina Prince-Bythewood [...] đã sắp xếp phần chiến đấu với sự khéo léo của một người có kinh nghiệm". Bob Chipman của Escapist đã chấm bộ phim 7/10 kèm lời nhận xét: "Đây là một bộ phim thông minh, bóng bẩy, có tư duy cấp tiến, nhưng đồng thời cũng rất bạo lực và khủng khiếp" và rằng "họ rõ ràng muốn nó trở thành một thương hiệu, nhưng tôi thì chắc sẽ đi xem một thứ khác". Tom Breihan viết cho The AV Club: "The Old Guard: Những chiến binh bất tử là một câu chuyện siêu anh hùng; nó chỉ là một trong nhiều câu chuyện siêu anh hùng đang cố gắng lật đổ những câu chuyện siêu anh hùng khác. [...] Mặc dù The Old Guard: Những chiến binh bất tử giải quyết những thứ sáo rỗng trong phim siêu anh hùng bằng nhiều cách thú vị, nhưng nó gặp nhiều khó khăn hơn với những quy định mới cho một phim Netflix".

Việc tác phẩm khắc họa hình ảnh các nhân vật LGBT trong thể loại siêu anh hùng được nhiều lời khen ngợi. Kevin Fallon của The Daily Beast nhận định The Old Guard: Những chiến binh bất tử "là bộ phim đầu tiên có các siêu anh hùng đồng tính công khai, hoặc là bộ phim hành động cực kỳ (cực kỳ) hiếm gặp có các nhân vật đồng tính công khai mối tình lãng mạn của mình. [...] Tính dục của các nhân vật là vấn đề thực tế và không liên quan tới với khả năng chiến đấu nói chung của nhân vật, nhưng cũng được coi là phẩm giá của việc thể hiện tình cảm của họ". Benjamin Lee viết cho The Guardian nhận xét: "vào năm 2020, nó thực sự không phải là một vấn đề lớn đến vậy, nhưng việc xem một dạng tình yêu kỳ lạ không ràng buộc tồn tại trong giới hạn của một tác phẩm chuyển thể truyện tranh kỳ ảo hướng đến nhiều đối tượng khán giả, khiến tôi cảm thấy thật lớn lao." Anna Menta của Decider đã viết:
"Tôi chưa đọc cuốn truyện tranh The Old Guard, và tôi không hề biết rằng nhà văn Greg Rucka đã quy định trong hợp đồng rằng, bất cứ khi nào hoặc bằng bất cứ cách nào bộ phim được thực hiện, nó phải có cảnh đó. Vì vậy, khi nó được thực hiện, chà, tôi cảm thấy – và tới giờ vẫn cảm thấy – nó thực sự là một thỏa thuận lớn. [...] Nó cũng nồng nàn và cũng gợi cảm y như Han và Leia, Peter và MJ, Peeta và Katniss, hay bất kỳ cặp đôi dị tính nào khác vốn đã từng có một khoảnh khắc hôn nhau đắm đuối trong một bộ phim hành động suốt nhiều năm qua".

### Giải thưởng
| Giải thưởng                                    | Hạng mục                                                         | Đề cử                                               | Kết quả   | Nguồn         |
| ---------------------------------------------- | ---------------------------------------------------------------- | --------------------------------------------------- | --------- | ------------- |
| Giải Black Reel                                | Nữ diễn viên phụ đột phá                                         | KiKi Layne                                          | Đề cử     | [ 37 ]        |
| Giải Critics' Choice Super                     | Phim siêu anh hùng xuất sắc nhất                                 | The Old Guard: Những chiến binh bất tử              | Đoạt giải | [ 38 ] [ 39 ] |
| Giải Critics' Choice Super                     | Nữ diễn viên chính xuất sắc trong phim siêu anh hùng             | Chiwetel Ejiofor                                    | Đề cử     | [ 38 ] [ 39 ] |
| Giải Critics' Choice Super                     | Nữ diễn viên chính xuất sắc trong phim siêu anh hùng             | Charlize Theron                                     | Đề cử     | [ 38 ] [ 39 ] |
| Giải Critics' Choice Super                     | Nữ diễn viên chính xuất sắc trong phim siêu anh hùng             | KiKi Layne                                          | Đề cử     | [ 38 ] [ 39 ] |
| Giải GLAAD Media                               | Phim điện ảnh đột phá – Phát hành rộng rãi                       | The Old Guard: Những chiến binh bất tử              | Đề cử     | [ 40 ] [ 41 ] |
| Giải Hollywood Music in Media                  | Nhạc phim xuất sắc trong phim điện ảnh khoa học viễn tưởng/kỳ ảo | Volker Bertelmann và Dustin O'Halloran              | Đề cử     | [ 42 ]        |
| Giải thưởng của Hiệp hội phê bình phim Houston | Đội diễn viên đóng thế xuất sắc nhất                             | Đội diễn viên đóng thế xuất sắc nhất                | Đề cử     | [ 43 ]        |
| Giải Hugo                                      | Trình diễn phim dài chính kịch xuất sắc nhất                     | Gina Prince-Bythewood và Greg Rucka                 | Đoạt giải | [ 44 ]        |
| Giải NAACP Image                               | Chỉ đạo đạo diễn đột phá trong phim điện ảnh                     | Gina Prince-Bythewood                               | Đoạt giải | [ 45 ]        |
| Giải People's Choice                           | Phim điện ảnh yêu thích nhất năm 2020                            | The Old Guard: Những chiến binh bất tử              | Đề cử     | [ 46 ]        |
| Giải People's Choice                           | Phim điện ảnh hành động yêu thích nhất năm 2020                  | The Old Guard: Những chiến binh bất tử              | Đề cử     | [ 46 ]        |
| Giải People's Choice                           | Nữ ngôi sao điện ảnh yêu thích nhất năm 2020                     | Charlize Theron                                     | Đề cử     | [ 46 ]        |
| Giải People's Choice                           | Ngôi sao điện ảnh hành động yêu thích nhất năm 2020              | Charlize Theron                                     | Đề cử     | [ 46 ]        |
| ReFrame                                        | Top 100 phim hoạt hình và phim truyện phổ biến nhất              | Top 100 phim hoạt hình và phim truyện phổ biến nhất | Đoạt giải | [ 47 ]        |
| Giải Sao Thổ                                   | Phim chuyển thể từ truyện tranh hay nhất                         | Phim chuyển thể từ truyện tranh hay nhất            | Đề cử     | [ 48 ]        |
| Giải Sao Thổ                                   | Nữ diễn viên chính xuất sắc nhất                                 | Charlize Theron                                     | Đề cử     | [ 48 ]        |
| Giải Sao Thổ                                   | Đạo diễn xuất sắc nhất                                           | Gina Prince-Bythewood                               | Đề cử     | [ 48 ]        |

## Phần tiếp theo
Theron đã bày tỏ sự quan tâm của mình đến phần phim thứ hai: "Hãy dành một chút thời gian nghỉ ngơi, nhưng hãy biết rằng tất cả chúng tôi đều thực sự muốn làm nó, tôi chắc chắn rằng khi đến thời điểm thích hợp, chúng tôi sẽ bắt đầu đàm phán." Ngày 27 tháng 1 năm 2021, có nguồn tin xác nhận rằng Netflix đã bật đèn xanh cho phần phim tiếp theo. Ngày 26 tháng 8, một nguồn tin khác cho biết Victoria Mahoney sẽ thay thế Prince-Bythewood làm đạo diễn cho phần phim này. Charlize Theron, KiKi Layne, Matthias Schoenaerts, Marwan Kenzari, Luca Marinelli, Ngô Thanh Vân và Chiwetel Ejiofor sẽ trở lại với các vai diễn tương ứng của họ từ phần phim đầu.